# Дерводелский, Александр
Александр Дерводелский (болг. Александър Дърводелски; 1 марта 1927, Мырчево — 30 октября 2022, Чикаго) — болгарский эмигрантский политик, один из лидеров болгарского антикоммунистического и национал-демократического движения. Редактор журнала Борба, организатор антикоммунистических протестов. Председатель Болгарского национального фронта. Известен также как инженер-строитель.

## Ранняя жизнь. Вынужденная эмиграция
Родился в семье торговца стройматериалами. Учился в сельской школе, затем во Враце и в Плевне. С 1939 жил с семьёй в Софии, где завершил среднее образование. С юности примкнул к антикоммунистическому движению, возглавлял в гимназии ячейку националистической организации «Отец Паисий».
Репрессии коммунистических властей вынудили Дерводелских эмигрировать. Вместе с братом Стефаном в 1947 году Александр сумел бежать в Чехословакию. Учился на инженера-строителя. Однако 25 февраля 1948 году в Чехословакии произошли события, в результате которых к власти пришла компартия. Клемент Готвальд установил тесные связи с болгарским режимом Георгия Димитрова. Начались аресты болгарских антикоммунистических эмигрантов, среди задержанных оказались и братья Дерводелские. Нависла угроза выдачи, но им удалось бежать и перебраться в Австрию.

## Болгарская антикоммунистическая группа. Депортация из Австрии
Братья поселились в Граце. В 1950 Стефан Дерводелский уехал в Австралию, где стал экономистом и активистом местной болгарской общины. Александр Дерводелский получил австрийское инженерно-строительное образование и активно включился в деятельность болгарской антикоммунистической эмиграции. Вместе с другими молодыми националистами издавал бюллетень Свободен глас, разоблачавший режим Вылко Червенкова, информировавший о политических репрессиях в НРБ.
Посольство НРБ в Австрии приложило серьёзные усилия для раскола и дискредитации болгарских политэмигрантов. Дерводелский и его соратники были арестованы австрийской полицией. Правительство НРБ в лице министра юстиции Ради Найденова добилось их депортации из Австрии. Александр Дерводелский с женой Жени перебрался в США и в 1957 обосновался в Чикаго.

## Американский инженер и болгарский политик
В Америке Александр Дерводелский работал в строительных компаниях, затем занялся самостоятельным проектным бизнесом. Приобрёл репутацию квалифицированного строительного технолога. Участвовал в возведении ряда известных зданий, в том числе офиса холдинговой компании CNA Financial.
Александр Дерводелский продолжал в США и политическую деятельность. Он стал одним из ведущих активистов Болгарского национального фронта, основанного Иваном Дочевым. Организовывал антикоммунистические протесты, редактировал журнал БНФ Борба. После кончины Георгия Паприкова в 1984 Александр Дерводелский был избран председателем БНФ и сделался ближайшим соратником бессменного лидера Ивана Дочева. Кончина Дочева в 2005 превратила Дерводелского в старейшего и самого авторитетного деятеля болгарской политэмиграции.

## Лидер Национального фронта
Под руководством Дерводелского Болгарский национальный фронт занимает позиции национал-демократии и радикального популизма. БНФ считает все системные партии нынешней Болгарии порождениями режима БКП, ответвлениями спецслужб либо проводниками иностранных интересов, призывает к антиолигархическому восстанию.

Преступная партия-мафия должна быть уничтожена. Пока она существует, болгарский народ не будет свободен. Надеюсь, скоро всё изменится. Потому что это Болгария.

Александр Дерводелский

Проживал в Чикаго (представительство БНФ в Болгарии возглавляет Гошо Спасов).